# Sondra James
Sondra James (* 21. Juli 1939 in New York City als Sondra Weil; † 12. September 2021 ebenda) war eine US-amerikanische Schauspielerin und Synchronsprecherin.

## Leben
James wuchs in New York City auf.
Ab den 1980er Jahren war sie als Schauspielerin und Synchronsprecherin aktiv. Sie sprach in sechs Staffeln der Fernsehserie Sex and the City die Hintergrundstimmen; in einer Episode war sie auch als Darstellerin zu sehen. Parallel arbeitete sie im Voice Casting und als Koordinatorin in der Tonabteilung verschiedener Film- und Fernsehproduktionen. Sie betrieb das Synchronstudio Speak Easy.
James trat auch am Theater auf, u. a. in The Tale of the Allergist's Wife von Charles Busch.

## Filmografie (Auswahl)
- 1982: Muggable Mary, Street Cop (Fernsehfilm)
- 1994–2000: Law & Order (Fernsehserie, 2 Episoden)
- 1995: Geliebte Aphrodite (Mighty Aphrodite)
- 1997: Always Say Goodbye
- 1999: Law & Order: Special Victims Unit (Fernsehserie, 1 Episode)
- 2000: Third Watch – Einsatz am Limit (Third Watch, Fernsehserie, 1 Episode)
- 2000: Sex and the City (Fernsehserie, 1 Episode)
- 2000–2001: Sex and the City (Fernsehserie, 9 Episoden, Stimme)
- 2004: Alfie
- 2005: Robots (Stimme)
- 2006: 30 Rock (Fernsehserie, 1 Episode)
- 2006: Yankee Irving – Kleiner Held ganz groß! (Everyone's Hero, Stimme)
- 2007: Arranged
- 2009: The Hungry Ghosts
- 2009: Breaking Upwards
- 2009: Taking Woodstock
- 2010–2011: Damages – Im Netz der Macht (Damages, Fernsehserie, 2 Episoden, Stimme)
- 2010: Nurse Jackie (Fernsehserie, 1 Episode)
- 2010: Wall Street: Geld schläft nicht (Wall Street: Money Never Sleeps)
- 2010: Verrückt nach dir (Going The Distance)
- 2011: Der perfekte Ex (What's Your Number?)
- 2011: I’m Not Me
- 2011–2013: Royal Pains (Fernsehserie, 20 Episoden, Stimme)
- 2012: Sleepwalk With Me
- 2012: Girls (Fernsehserie, 1 Episode)
- 2012: Der Diktator (The Dictator)
- 2012: Ice Age 4 – Voll verschoben (Ice Age: Continental Drift, Stimme)
- 2012: Putzel
- 2013: Blue Bloods – Crime Scene New York (Blue Bloods, Fernsehserie, 1 Episode)
- 2013: In Lieu of Flowers
- 2014: Growing Up and Other Lies
- 2014: Cobbler – Der Schuhmagier (The Cobbler)
- 2014: Detective Laura Diamond (The Mysteries of Laura, Fernsehserie, 1 Episode)
- 2016: Bühne des Lebens (Don't Think Twice)
- 2016: C Street
- 2016: Crisis in Six Scenes (Fernsehserie, 3 Episoden)
- 2017: Lost Cat Corona
- 2017: Lez Bomb
- 2017: Adult Behavior (2017)
- 2017: Splitting Image
- 2017: Spider-Man: Homecoming
- 2017: Norman Pinski Come Home
- 2018: The Escape of Prisoner 614
- 2018–2020: Sick of It (Fernsehserie, 11 Episoden)
- 2019: Joker
- 2019: Ray Donovan (Faith. Hope. Love. Luck., Fernsehserie, 1 Episode)
- 2021: The Tender Bar

## Videospiele
- 2001: Grand Theft Auto III als Ma Cipriani
- 2005: Grand Theft Auto: Liberty City Stories als Ma Cipriani